# Alfred Filbert
Alfred Karl Wilhelm Filbert, auch Albert Filbert, (* 8. September 1905 in Darmstadt; † 1. August 1990 in West-Berlin) war ein SS-Obersturmbannführer, Leiter der Amtsgruppen VI A „Allgemeine Aufgaben“ (SD-Ausland), V Wi „Wirtschaftskriminalität“ und V B „Einsatz“ (beide Reichskriminalpolizeiamt) des Reichssicherheitshauptamtes und erster Führer des Einsatzkommandos 9 im Krieg gegen die Sowjetunion.

## Schule und Studium
Filbert wuchs mit zwei Geschwistern bis zu seinem sechsten Lebensjahr in der Darmstädter Kaserne seines Vaters auf, der dort Berufssoldat und „Spieß“ (Kompaniefeldwebel) war. Die Familie zog 1911 nach Worms um, wo der Vater eine Anstellung als Telegrapheninspektor bei der Reichspost fand. Nach der Obersekunda auf der Oberrealschule nahm Filbert eine Banklehre auf, zuerst bei der Commerz- und Privatbank in Mannheim, dann bei der Rheinischen Kreditbank in Worms. Er besuchte ab 1925 parallel dazu die Abendschule. Als Externer legte er schließlich 1927 das Abitur an der Oberrealschule Mainz ab. Filbert studierte Rechtswissenschaft und Nationalökonomie in Gießen und Heidelberg und nahm unimmatrikuliert an Übungen der Universität Marburg teil. Während seines Studiums wurde er 1927 Mitglied der Burschenschaft Alemannia Gießen, aus der er 1962 ausschied. Er trat zum 1. September 1932 in die NSDAP (Mitgliedsnummer 1.321.414) und die SS ein (SS-Nummer 44.552). 1933 machte er seine Erste Juristische Staatsprüfung. Das Studium beendete er 1934 an der Justus-Liebig-Universität Gießen mit der Promotion. Sein Referendariat in Worms und Alzey begann am 27. Januar 1934.

## Beim Sicherheitsdienst des Reichsführers SS
Während seiner Referendarzeit beim Sicherheitsdienst der NSDAP (SD) wurde er im März 1935 hauptamtlich in der von Heinz Jost geleiteten Abwehrabteilung, Amt III, in der Berliner Zentrale eingestellt. Dort war Filbert als Hauptabteilungsleiter mit der Anwerbung und dem Einsatz von V-Leuten im Ausland befasst. Ab 20. Februar 1936 war er beim Geheimen Staatspolizeiamt in Berlin tätig, er wurde am 14. November 1938 endgültig übernommen. Am 1. Juli 1936 wurde er SS-Untersturmführer, am 30. Januar 1937 SS-Obersturmführer, am 12. September 1937 SS-Hauptsturmführer und am 12. März 1938 SS-Sturmbannführer. Nach dem Münchner Abkommen im Herbst 1938 erhielt er die Sudetenland-Medaille. Nach seinem Einsatz im Memelland im März 1939 wurde er im März 1940 mit der Memel-Medaille ausgezeichnet. Am 5. Juni 1939 wurde er Regierungsrat. Als am 27. September 1939 das Reichssicherheitshauptamt (RSHA) gebildet wurde, übernahm der im Januar 1939 zum SS-Obersturmbannführer beförderte Filbert als Gruppenchef die Amtsgruppe A „Allgemeine Aufgaben“ im Amt VI (SD-Ausland) und wurde stellvertretender Amtschef des Amtes VI.
Zu dieser Zeit wurde Filberts älterer Bruder Otto, der als Ingenieur bei der Junkers Flugzeug- und Motorenwerke AG in Dessau tätig war, aufgrund einer Denunziation eines Arbeitskollegen verhaftet und zu einer vierjährigen Haftstrafe verurteilt, nachdem er seinen Unmut über das gescheiterte Attentat auf Hitler durch Georg Elser am 8. November 1939 geäußert hatte. Nach Verbüßen der Haftstrafe wurde er Ende 1943 als politischer Häftling ins Konzentrationslager Buchenwald eingeliefert.
Im Juli 1940 war Alfred Filbert kurzzeitig in der Waffen-SS im SS-Totenkopf-Regiment 14 als SS-Unterscharführer eingesetzt, danach war er wieder im RSHA tätig. Am 20. April 1941 wurde er mit dem Kriegsverdienstkreuz 2. Klasse mit Schwertern ausgezeichnet.

## Bei den Einsatzgruppen der Sicherheitspolizei und des SD in der UdSSR
Mit Beginn des Krieges gegen die Sowjetunion übernahm Filbert im Juni 1941 die Führung des Einsatzkommandos 9 (EK 9) in der Einsatzgruppe B (EGr B), die vom Chef des Reichskriminalpolizeiamtes (RKPA) SS-Brigadeführer Arthur Nebe geleitet wurde und in Litauen und im Generalbezirk Weißruthenien im Bereich der Heeresgruppe Mitte eingesetzt wurde.
Das Stammpersonal der Einsatzgruppen war in der Grenzpolizeischule Pretzsch sowie in den benachbarten Städten Düben und Bad Schmiedeberg zusammengezogen und ausgebildet worden. Filbert erinnerte sich bei seiner Nachkriegsvernehmung vor dem Landgericht Berlin an die Teilnahme an einer Besprechung, die der Chef des RSHA Reinhard Heydrich mit den Amtschefs I und IV des RSHA Bruno Streckenbach und Heinrich Müller sowie einigen weiteren RSHA-Angehörigen im März oder April 1941 durchführte und Hitlers Planung für den Krieg gegen die Sowjetunion („Unternehmen Barbarossa“) und die damit verbundenen Aufgaben für die zu bildenden „Einsatzgruppen der Sicherheitspolizei und des SD“ vorstellte. Als Hauptzweck sei die „Entlastung des Heeres“ durch Einsätze gegen versprengte Rotarmisten und die Partisanenbekämpfung dargelegt worden. Daraufhin habe er sich ebenso wie Streckenbach und Müller freiwillig für diesen Einsatz gemeldet.
Konkreter wurde Heydrich bei der Instruierung der Führer der Einsatzgruppen und Einsatzkommandos am 17. Juni 1941 in Berlin. Hier wurde als Nahziel die umfassende sicherheitspolizeiliche Befriedung des eroberten Raumes vorgegeben, die mit „rücksichtsloser Schärfe“ sicherzustellen sei. In einem Fernschreiben vom 2. Juli 1941 an die Höheren SS- und Polizeiführer formulierte Heydrich nochmals die Weisung an die Einsatzgruppen in aller Deutlichkeit:
„Zu exekutieren sind alle Funktionäre der Komintern (wie überhaupt die kommunistischen Berufspolitiker schlechthin), die höheren, mittleren und radikalen unteren Funktionäre der Partei, der Zentralkomitees, der Gau- und Gebietskomitees, Volkskommissare, Juden in Partei- und Staatsstellungen, sonstigen radikalen Elemente (Saboteure, Propagandeure, Heckenschützen, Attentäter, Hetzer usw.).“
In der Erinnerung Filberts hielt Heydrich kurz vor dem Abmarsch in Pretzsch an sämtliche Führerdienstgrade eine Ansprache, vereidigte alle Anwesenden auf Hitler und eröffnete anschließend den Führerbefehl zur „Liquidierung“ sämtlicher Juden einschließlich Frauen und Kinder.
Das im Gefolge der Heeresgruppe Mitte und im Verband der EGr B vorrückende, ca. 120 Mann starke EK 9 gelangte von Pretzsch über Posen, Warschau und Treuberg am 1. Juli 1941 nach Varėna (etwa 70 km südwestlich von Vilnius). Hier sandte Filbert Teilkommandos nach Grodno und Lida, um diese Städte „sicherheitspolizeilich durchzuarbeiten“. Das Gros des EK 9 erreichte am 2. Juli 1941 Vilnius, wo es das schon dort befindliche EK 7a unter SS-Obersturmbannführer Walter Blume ablöste. Dieses hatte bereits den litauischen „Ordnungsdienst“ zur Erschießung der örtlichen Juden angeleitet. Das EK 9 marschierte zwischen dem 20. und 24. Juli 1941 nach Wilejka und Molodeczno weiter. Schon am 2. August 1941 erreichte es Witebsk, das als Hauptstandort diente. Von hier wurden wiederum Teilkommandos nach Polozk, Lepel, Newel, Surash, Janowitschi und Gorodok entsandt. Teilweise kam es hier zu Massenerschießungen, so z. B. nach der Ereignismeldung Nr. 92 vom 23. September 1941 betreffend Janowitschi: „… die Insassen des Gettos [sic] in einer Stärke von 1.025 Juden sonderbehandelt.“ Nach überwiegender Partisanenbekämpfung im September 1941 begann das EK 9 am 8. Oktober 1941 mit der „Räumung“ des Ghettos von Witebsk; d. h. mit der „Liquidation der im Getto [sic] befindlichen Juden“.
Am 20. Oktober 1941 gab Filbert die Führung des EK 9 an Oswald Schäfer ab. Er war nach Berlin zurückgerufen worden, während seine ehemalige Einheit im Rahmen des „Unternehmens Taifun“ einen Tag später nach Wjasma weiterzog. Nach den „Ereignismeldungen UdSSR“ des RSHA betrug die Zahl der vom EK 9 bis Oktober 1941 exekutierten Menschen 11.449.

## Im Reichskriminalpolizeihauptamt des RSHA
In Berlin hatte sich Filbert mit Vorwürfen zur Unterschlagung von Devisen auseinanderzusetzen, die schließlich zu einer zweijährigen Suspendierung vom Dienst im RSHA führten. Zu einer Belastung Filberts hatte bereits die Verhaftung seines Bruders geführt, der sich nach dem Bürgerbräu-Attentat auf Hitler am 8. November 1939 durch Georg Elser bedauernd über dessen Scheitern äußerte und denunziert worden war. Das Disziplinarverfahren wurde 1943 eingestellt. Im RSHA kam Filbert jedoch nicht mehr zum SD-Ausland, sondern übernahm im Amt V (RKPA) die neu gegründete Amtsgruppe „Wirtschaftskriminalität“ (V Wi). 1944 wurde er zum Leiter der Amtsgruppe „Einsatz“ (V B) bestellt. Am 12. September 1944 erhielt er das Kriegsverdienstkreuz 1. Klasse mit Schwertern.

## Nach dem Krieg
Im April 1945 setzte sich Filbert mit einem Teil der RSHA-Angehörigen nach Schleswig-Holstein ab, trennte sich dort jedoch im Mai des Jahres von dieser Gruppe und suchte seine Familie auf. In Bad Gandersheim lebte er bis 1951 unter dem Falschnamen Dr. Alfred Selbert, welchen er noch als sichere SD-Identität besaß. Die durch das Straffreiheitsgesetz vom 31. Dezember 1949 geschaffene Amnestie nutzte er dazu, wieder seinen richtigen Namen anzunehmen. Beschäftigt bei der Braunschweig-Hannoverschen-Hypothekenbank, avancierte Filbert 1958 zum Filialleiter deren Berliner Niederlassung. Schließlich wurde er doch aufgrund seiner Tätigkeit als Führer eines Einsatzkommandos im Februar 1959 verhaftet und angeklagt. Im Urteil des Landgerichts Berlin vom 22. Juni 1962 wird zu Filberts Einsatz im Osten ausgeführt:
„Sein Auftreten während dieses Einsatzes war das eines überzeugten Nationalsozialisten. Er war ein strenger Vorgesetzter, der die Führung des Kommandos fest in der Hand hielt, hatte zu den Kommandoangehörigen – auch soweit sie im Führer(Offiziers)-rang standen – ein sehr distanziertes Verhältnis, bestand auf der strikten Durchführung seiner Befehle und war allen Erwägungen, die auf Einschränkung der Erschießungen zielten, unzugänglich.“
Ebenso wie er Erschießungen verschiedentlich selbst leitete – z. B. auch die erste, von der Frauen und Kinder betroffen waren – und mindestens einmal selbst mitschoss, so verlangte er auch, dass alle SS-Führer seines Kommandos persönlich an den Erschießungen teilzunehmen hatten. Angehörige seiner Einheit, die nach der Erschießung von Frauen und Kindern einen Nervenzusammenbruch erlitten, bedachte er mit den Worten: „So etwas will ein SS-Führer sein. Den sollte man mit einer entsprechenden Beurteilung gleich wieder nach Hause schicken.“
Filbert wurde wegen gemeinschaftlichen Mordes an mindestens 6.800 Menschen zu lebenslangem Zuchthaus verurteilt. Die tatsächliche Anzahl der Opfer dürfte aber mehr als das Doppelte betragen haben. Der Bundesgerichtshof verwarf den Revisionsantrag Filberts im April 1963, so dass das Urteil des Landgerichts Berlin rechtskräftig wurde. Zwölf Jahre später wurde Filbert wegen Haftunfähigkeit, die durch eine fachärztliche Untersuchung festgestellt wurde, am 5. Juni 1975 aus der JVA Tegel entlassen.
Im Film Wundkanal von Thomas Harlan wird der damals achtzigjährige Filbert in der Rolle des „Dr. S.“ von vier unsichtbaren Menschen interviewt. Der Film, der auf der Biennale in Venedig 1984 vorgestellt wurde, bezieht Filbert als „Nazi-Monstrum“ und Polizeispezialist für manipulierte Selbstmorde in die Handlung des Werkes ein, das die These verfolgt, die inhaftierten Terroristen der RAF seien 1977 in Stuttgart-Stammheim umgebracht worden.

## Dissertation
- Kann das Ablehnungsrecht des Konkursverwalters des Vorbehaltsverkäufers mit der Anwartschaft des Käufers auf den Eigentumserwerb ausgeräumt werden?, Gießen, 1935 (Gießen, Jur. Diss., 1934).